# Gardaland Resort
Koordinaten: 45° 27′ 16″ N, 10° 42′ 50″ O
Das Gardaland Resort, meist nur als Gardaland bezeichnet, ist ein am Gardasee gelegener Themen- und Freizeitpark-Komplex in der Gemeinde Castelnuovo del Garda in der Region Venetien. Der Freizeitpark wurde am 19. Juli 1975 eröffnet und ist mit rund 2,92 Millionen Besuchern im Jahr 2019 der größte Freizeitpark in Italien und der achtgrößte Freizeitpark in Europa. Seit Oktober 2006 ist der Park im Eigentum der Merlin Entertainments Group.
Das Resort umfasst neben dem Freizeitpark Gardaland auch den Legoland-Wasserpark, das Gardaland Sea Life Aquarium und drei Hotels.

## Geschichte

### Gründerjahre
Gardaland wurde 1975 nach einer Idee von Livio Furini im Ortsteil Ronchi eröffnet. Angeregt durch einen Besuch des 1965 in Betrieb genommenen Freizeitparks „Edenlandia“ in Neapel erwarb Furini 1971 ein 60.000 m² großes weitgehend brachliegendes Grundstück zwischen den Gemeinden Lazise und Castelnuovo del Garda an der Mündung des Torrente Dugale in den Gardasee. Zusammen mit anderen Investoren gründete er die S.r.l. „Gardaland“. Im Oktober 1974 wurde die Gesellschaft in eine Aktiengesellschaft mit 40 Teilhabern umgewandelt, in der Furini als Vorstandsvorsitzender agierte. Nachdem auch die Gemeinde Castelnuovo del Garda dem Projekt zugestimmt hatte, begannen noch im Oktober die ersten kleineren Arbeiten. Ein Beschleunigung erfuhren die Bauarbeiten dann Anfang 1975. Furini kümmerte sich nicht nur um die Baugenehmigungen, sondern achtete auch darauf, dass der im Entstehen begriffene Park sich an die natürliche Gegebenheiten anpasste.
Wegen fehlender Fachkräfte, Baufehlern und finanzieller Schwierigkeiten verzögerten sich nicht nur die Arbeiten, sondern auch einzelne Attraktionen mussten in verkleinerter Form fertiggestellt werden. So sollte die von Walt Disney inspirierte einstöckige Burg am Parkeingang ursprünglich mehrstöckig errichtet werden. Als der Park am 19. Juli 1975 eröffnet wurde, waren die Arbeiten immer noch nicht ganz abgeschlossen. Zu den ersten Attraktionen gehörten unter anderem die noch bestehende Schmalspurbahn „TransGardalandExpress“, eine Bootssafari, die später in „Tunga“ umbenannt wurde und bis 2009 bestand und ein Delphinarium.
Erster Direktor des Parks war Giorgio Tauber, der den Park bis 1995 leitete. Bei seiner Eröffnung besaß Gardaland 21 Attraktionen, darunter auch Kurioses, wie einen Angelteich für Sportfischer. Die Umsetzung des Projektes hatte 200 Millionen Lire gekostet. Im ersten Betriebsjahr besuchten 100.000 Personen den Park. Bei einem Eintrittspreis von 1750 Lire wurde im ersten Jahr 140 Millionen Lire umgesetzt.
Furini legte nach Differenzen mit den anderen Vorstandsmitgliedern über die weitere Zukunft seiner Schöpfung sein Amt als Vorstandsvorsitzender noch im Jahr der Eröffnung nieder.  1977 wurde Febo Conti als künstlerischer Leiter des Parks engagiert. Der ehemalige Anhänger der faschistischen Italienischen Sozialrepublik hatte zuvor bei der RAI als Radio- und Fernsehmoderator Karriere gemacht, war aber aufgrund seiner von ihm stets bestrittenen Verwicklung in den von Junio Valerio Borghese 1970 geplanten Staatsstreich vom staatlichen Sender entfernt worden.
1978 konnte durch den Erwerb weiterer Grundstücke die Parkfläche bis zum Uferbereich des Gardasees ausgeweitet werden. Bis 1982 blieben die Aufbauten und Kulissen unverändert, ausgebaut wurde das Angebot durch neue Fahrgeschäfte oder durch Verbesserungen der bereits bestehenden Attraktionen. Im Laufe der Zeit nahm auch die Automatisierung und Mechanisierung der Fahrgeschäfte zu. So waren beispielsweise für den Betrieb der Bootssafari „Safari Africano“  bis zur vollständigen Automatisierung noch sieben Angestellte nötig.

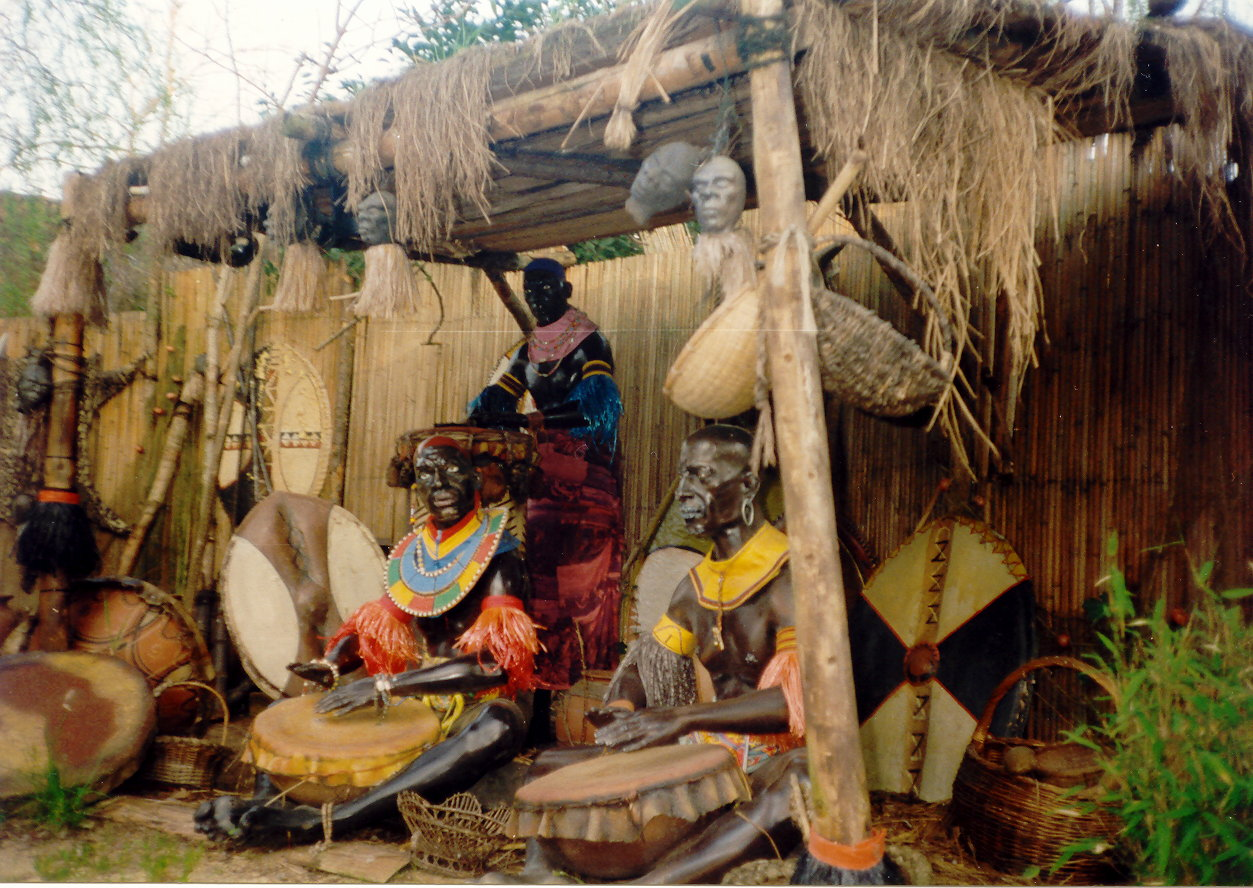
Bootssafari
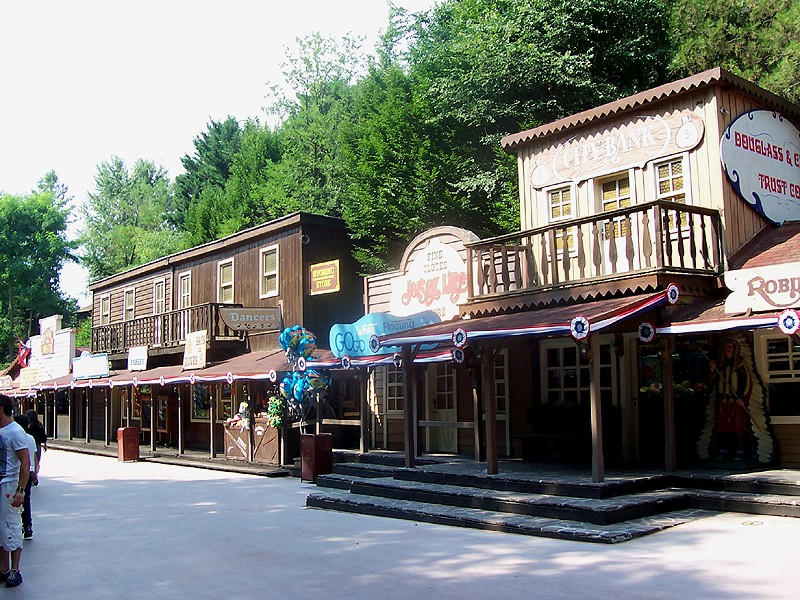
Rio Bravo
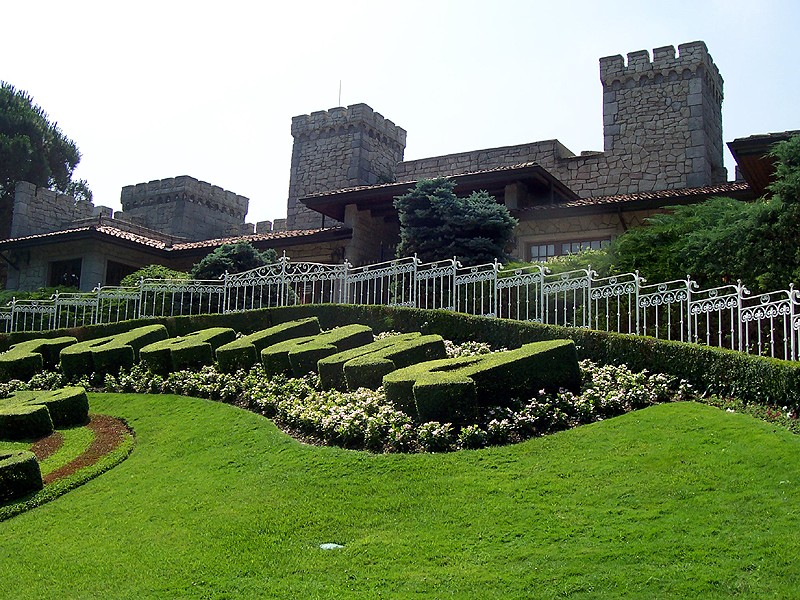
Burg
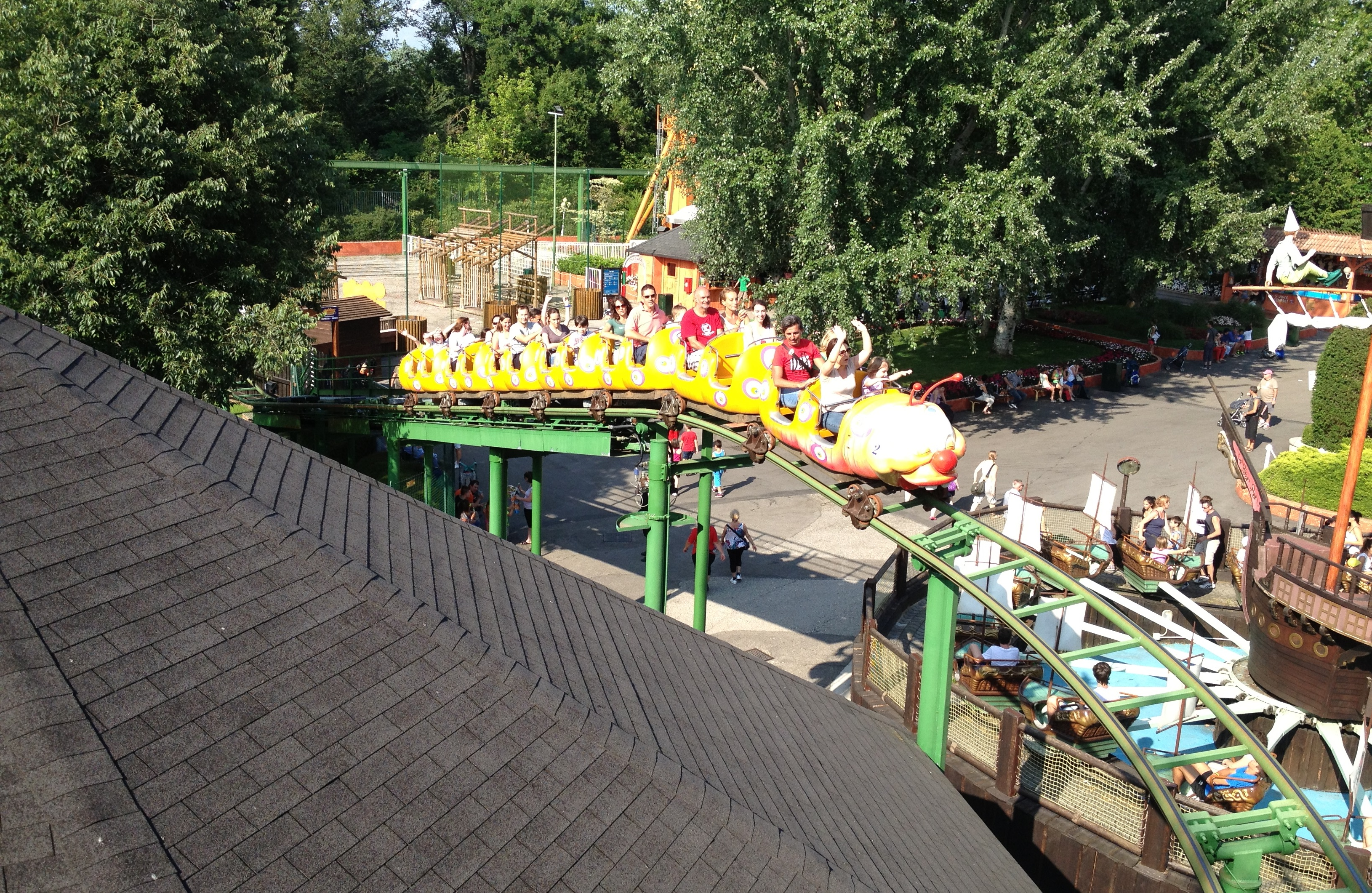
Ortobruco

### Die 1980er und 1990er Jahre
Die 1980er Jahre waren durch einen rasanten Wachstum gekennzeichnet. Gefördert vor allem durch die Zusammenarbeit mit der Berlusconi Holding Fininvest, zunächst durch Werbespots auf den Berlusconi-Kanälen, ab 1984 durch eine in Gardaland aufgezeichnete und von Paolo Bonolis moderierte Unterhaltungsshow, die bis 1992 bestand. 1985 wurde auf der erweiterten Parkfläche mit der von Mack Rides gefertigten Wildwasserbahn „Colorado Boat“ und der Achterbahn „Magic Mountain“ weitere Fahrgeschäfte in Betrieb genommen. Letztere war auch die erste Stahlachterbahn, die in Italien überhaupt den Betrieb aufnahm. Mitte der 1980er entstand auch das von Valerio Mazzola entworfene Maskottchen „Prezzemolo“ (italienisch für  Petersilie) . Der mit seinem Bruder Bruno seit Anfang der 1980er Jahre in Gardaland als Bühnenbildner tätige Mazzola hatte sich bei seiner Kreation von bekannten Disneyfiguren inspirieren lassen. 1986 wurde die Kinderachterbahn „Prezzemolo-Tour“ in Betrieb genommen. Die später in „Ortobruco Tour“ umbenannte Anlage, war bei ihrer Eröffnung und weit darüber hinaus die größte Kinderachterbahn der Welt.
Infolge der Ausweitung der Sommeröffnungszeiten bis 24:00 Uhr und dem Anstieg der Besucherzahlen auf 1,27 Millionen Besucher wurde zwischen 1985 und 1986 das erste große Selbstbedienungsrestaurant „Aladin“ mit 1000 Plätzen errichtet. Der 1986 eröffnete Bau war der erste mit einer Doppelfunktion im Park, da über dem Restaurant der sogenannte arabische Suq eingerichtet wurde, mit Kiosken, Eisdiele, Souvenirgeschäft und einer Ersten-Hilfe-Station. 1988 wurde die Dark-Ride-Attraktion „Valle dei Re“ (italienisch für „Tal der Könige“) eröffnet, die von den Besuchern begeistert aufgenommen wurde. Der Eingangsbereich war eine Nachbildung im Maßstab 1:2 des Tempels von Abu Simbel. Der Bau besitzt eine Fläche von 4200 m² und hat zwei Stockwerke. 50 vollautomatisierte Wagons führten die Besucher spielerisch durch das alte Ägypten. Die Baukosten betrugen 12 Milliarden Lire. Zwischen 1988 und 1989 wurde weitere acht Fahrgeschäfte in Betrieb genommen. Die Hälfte waren auf Familien mit Kindern ausgerichtet. Als Publikumsmagnet erwies sich allerdings der 1989 eröffnete Condor „Ikarus“.
Zu Beginn der 1990er Jahre wurde die Parkfläche erneut erweitert. Nach fünfjährigen Kaufverhandlungen konnten am nördlichen Parkrand angrenzende Grundstücke in Richtung der Ortschaft Pacengo erworben werden. Zwischen 1991 und 1992 kam der Themenbereich Piraten mit einem englischen Dorf und der spektakulären Dark-Ride-Attraktion „I Corsari“ hinzu. Allein das Projekt „I Corsari“ verschlang 60 Milliarden Lire und war eine der teuersten Investitionen des Parks. Das Fahrgeschäft wurde in vier Jahren Bauzeit vollständig unterirdisch auf drei Stockwerken und einer Fläche von 6000 m² angelegt. 1997 wurde das alte Delphinarium durch den 1500 Sitzplätze bietenden Neubau „Palablù“ ersetzt. Bei der Einweihung war es das größte Delphinarium in Italien. 1998 kam die Achterbahn Blue Tornado und der Freefalltower „Space Vertigo“ hinzu und 1999 wurde die Rapid River Attraktion „Jungle Rapids“ eröffnet.

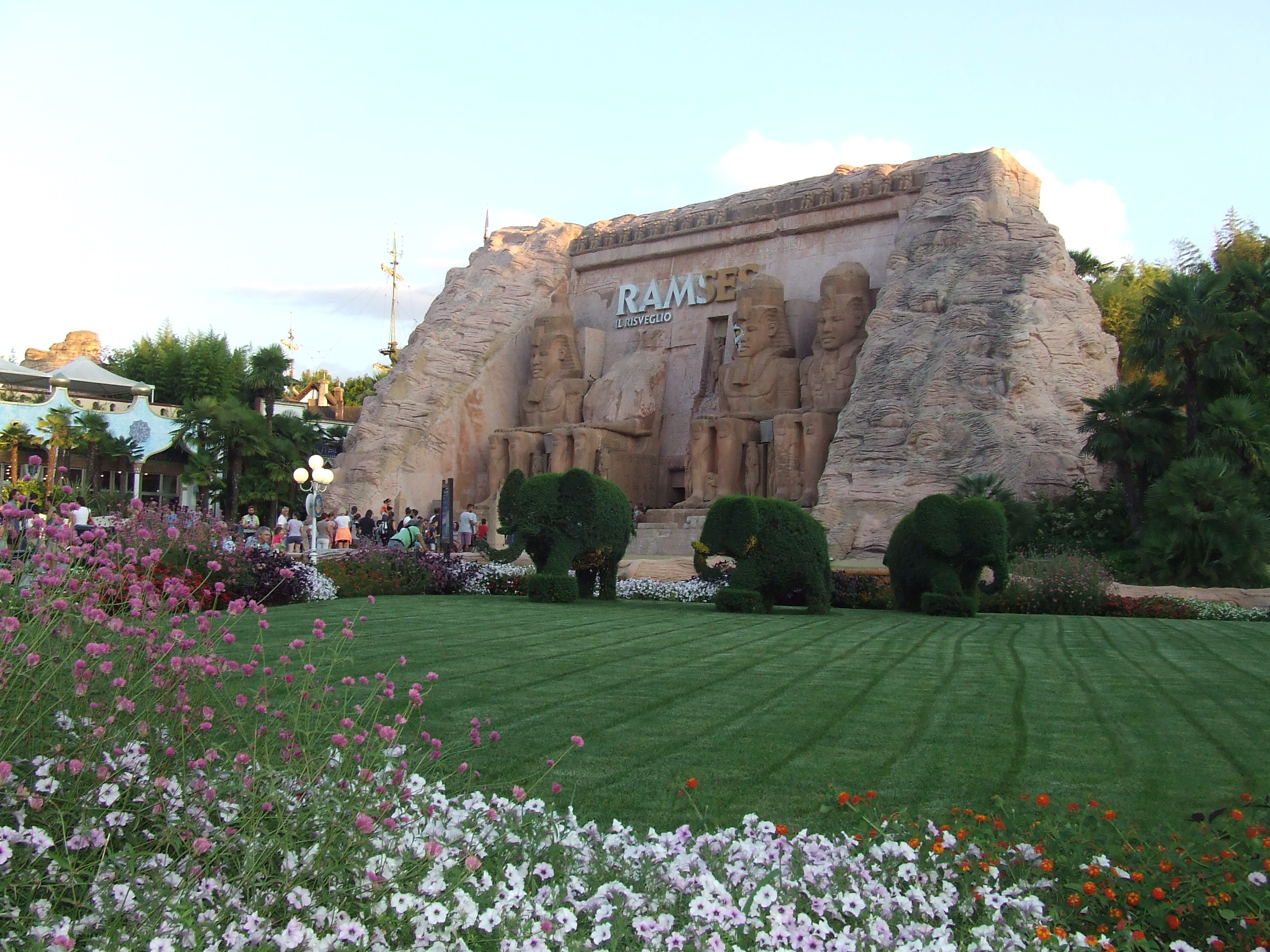
Ramses il risveglio
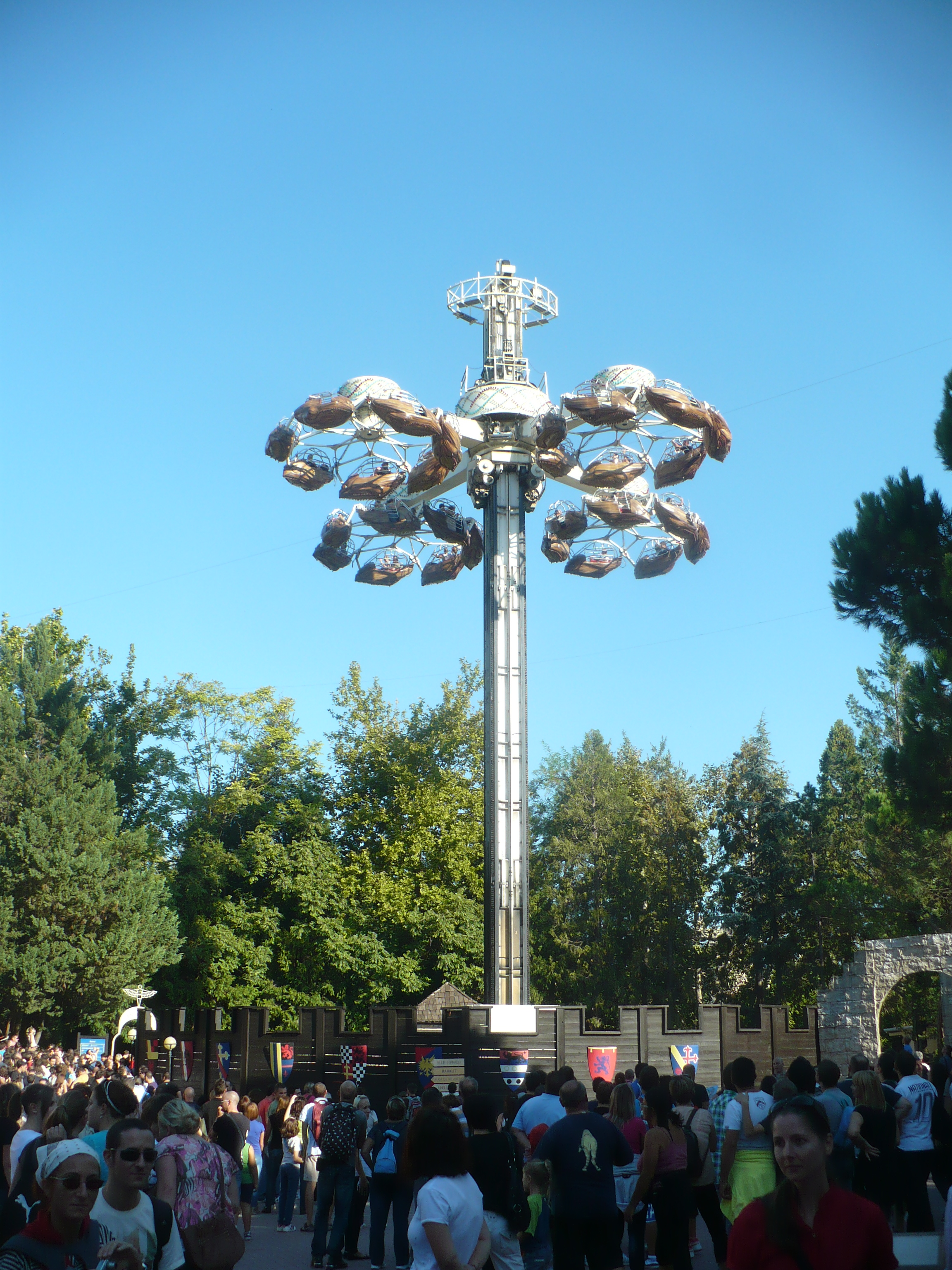
Ikarus
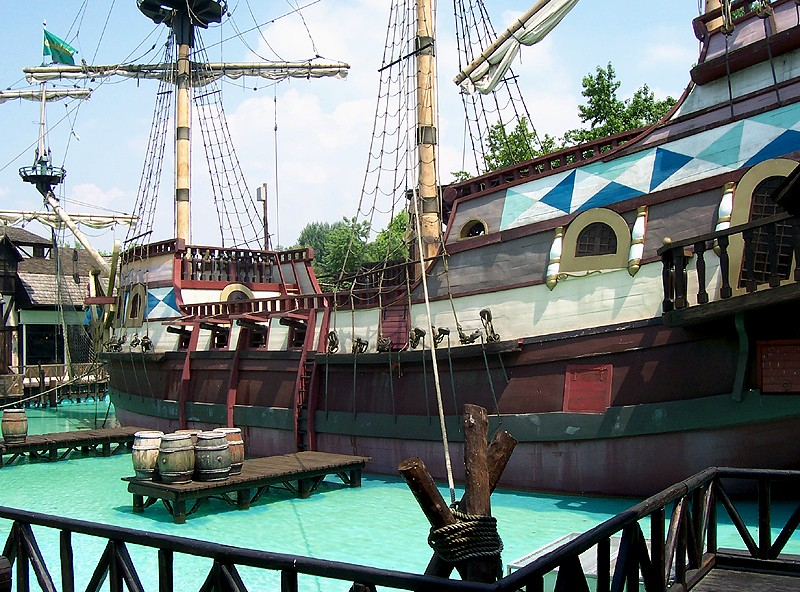
I Corsari
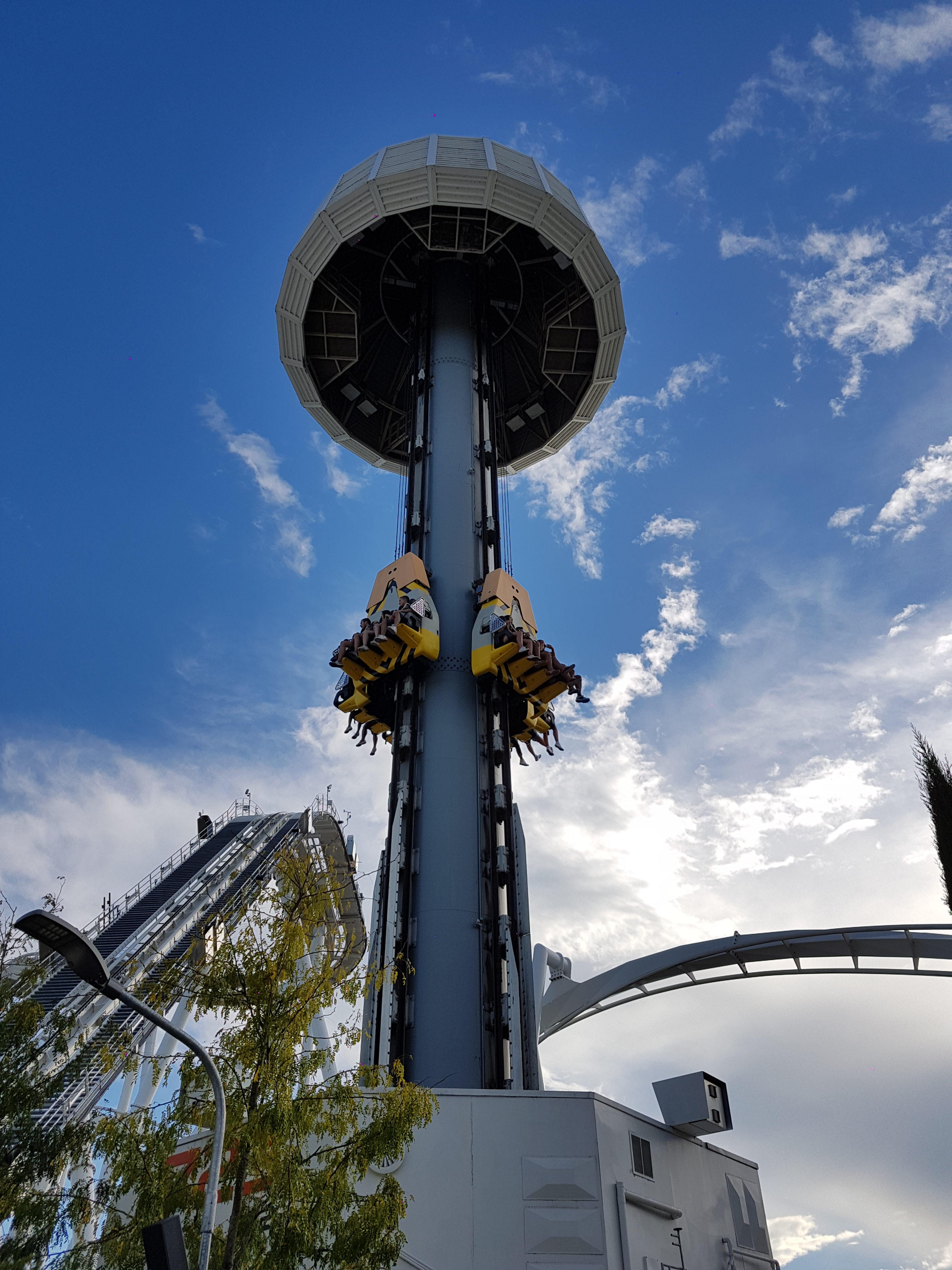
Space Vertigo

### Die 2000er und 2010er Jahre
Im Jahr 2000 wurde ein neuer Eingangsbereich geschaffen und der alte Eingang mit der Burg nur noch für Abonnenten freigegeben. In der Burg selber wurde eine Informationsstelle eingerichtet. Durch die Verlegung des Personalparkplatzes wurde 2001 Platz für den Familien-Themenbereich „Fantasy Kingdom“ geschaffen, in dem auch das Maskottchen „Prezzemolo“ sein Zuhause fand. 2003 wurde die Wasserachterbahn „Fuga da Antlantide“ zusammen mit dem Themenbereich „Il Regno perduto“ (italienisch für das verlorene Reich) eröffnet. Bei ihrer Eröffnung war sie nicht nur die größte Wasserachterbahn Europas, sondern besaß auch das größte Wasserbecken auf dem alten Kontinent.
Durch das Vier-Sterne-Hotel „Gardaland Hotel Resort“ wurde 2004 eine erste Übernachtungsmöglichkeit mit 236 Zimmern, 5 Junior Suiten  und 3 Suiten in direkter Nachbarschaft des Parks geschaffen. 2005 wurde mit „Sequoia Adventure“ die erste Screaming-Squirrel-Achterbahn der Welt eröffnet, die allerdings wegen technischer Probleme des Öfteren ausfiel. Im gleichen Jahr wurde Gardaland in einer vom Wirtschaftsmagazin Forbes veröffentlichten Studie weltweit auf den 5. Platz der erfolgreichsten Vergnügungsparks gesetzt.
2006 wurde das „Gardaland Theater“ mit 1300 Sitzplätzen eingeweiht. Es bietet einen Zusammenschnitt der großen amerikanischen Musicals. Im Oktober 2006 erwarb die Blackstone Group 90,8 % des Gardalands für ca. 500 Millionen Euro von den Vorbesitzern Investindustrial und Aletti Merchant (Banco Popolare di Verona e Novara) und integrierte es in die Merlin Entertainments Group. Der Eröffnung des „Gardaland Theaters“ folgte im Jahr darauf die Einweihung des mit Spezialeffekten ausgestatteten Lichtspieltheaters „Time Voyagers“. 2008 eröffnete das Gardaland-Sea-Life mit 3500 m² und 35 Becken. In der Saison 2008 nahm auch eine neue Achterbahn im Park den Betrieb auf, eine 1030 Meter lange Minenachterbahn von Vekoma mit Namen Mammut mit dem Thema „Gletscher“, die sich zu einer der populärsten Attraktionen des Parks entwickeln sollte. Im gleichen Jahr schloss mit dem Dark-Ride „Valle del Re“ eine der bis dahin beliebtesten Attraktionen, die nach einem Restyling erst 2019 als „Ramses, il risveglio“  (italienisch für Ramses, die Wiedererweckung) als erste interaktive Dark-Ride-Attraktion des Parks wieder eröffnet werden sollte.
Weniger erfolgreich war das 2010 in Betrieb genommene Geisterhaus „Infernis“, das bereits nach einer Saison geschlossen wurde. 2011 eröffnete eine weitere neue Achterbahn im Park von B&M mit dem Namen Raptor. Die Bahn ersetzte die Wasserbahn „Tunga“,  die als „Safari Africano“ bereits seit der Parkeröffnung 1975 bestand. Zwischen 2012 und 2013 wurden keine neuen Fahrgeschäfte in Betrieb genommen und man konzentrierte sich auf die Produktion von neuen Shows und Filmen mit Spezialeffekten. 2014 wurde der Kinder-Themenbereich „Prezzemolo Land“ eingeweiht. Zum 40. Jahrestag des Parkes wurde 2015 mit dem Dive Coaster „Oblivion – The Black Hole“ nach vier Jahren wieder ein neues Fahrgeschäft in Betrieb genommen. 2016 eröffnete in Zusammenarbeit mit DreamWorks der Themenbereich „Kung Fu Panda“ sowie mit dem „Gardaland Adventure Hotel“ das zweite Themenhotel mit 100 Zimmer, die den vier Themen Arktis, Western, Dschungel und Arabien zugeordnet sind. Der Versuch im Jahr darauf die Achterbahn „Shaman“ mit Head-Mounted Displays virtuell zu bereichern, war aufgrund der langen Ladezeiten der Software und der damit verbundenen Wartezeiten vor Fahrtbeginn ein Flop. Bereits nach einer Saison nahm man Abstand davon und Betrieb die Achterbahn wieder im Normalbetrieb. Von den Fans ebenfalls nicht positiv aufgenommen wurde das 2018 eröffnete Restyling der Dark-Ride-Attraktion „I Corsari: la vendetta del fantasma“ (italienisch für die Korsaren: die Rache des Gespensts). Vom Publikum besser angenommen wurde der im selben Jahr eröffnete Themenbereich Peppa Pig Land, mit Kindereisenbahn, Heißluftballon und Pirateninsel, der bei Kindern beliebten Zeichentrickfigur Peppa Wutz. 2019 eröffnete mit dem „Gardaland Magic Hotel“ das dritte Hotel des Parkes. Die ebenfalls 2019 eröffnete Attraktion „Foresta Incantata“ (italienisch für Zauberwald) konnte die Erwartungen der Besucher ebenfalls nicht erfüllen und wurde wegen der langen Wartezeiten heftig kritisiert. Im Juni 2019 wurde die Übernahme der Merlin Entertainments Group durch die Lego-Holding Kirkbi für 6,6 Milliarden Euro publik, die damit auch die Kontrolle über Gardaland übernahm.

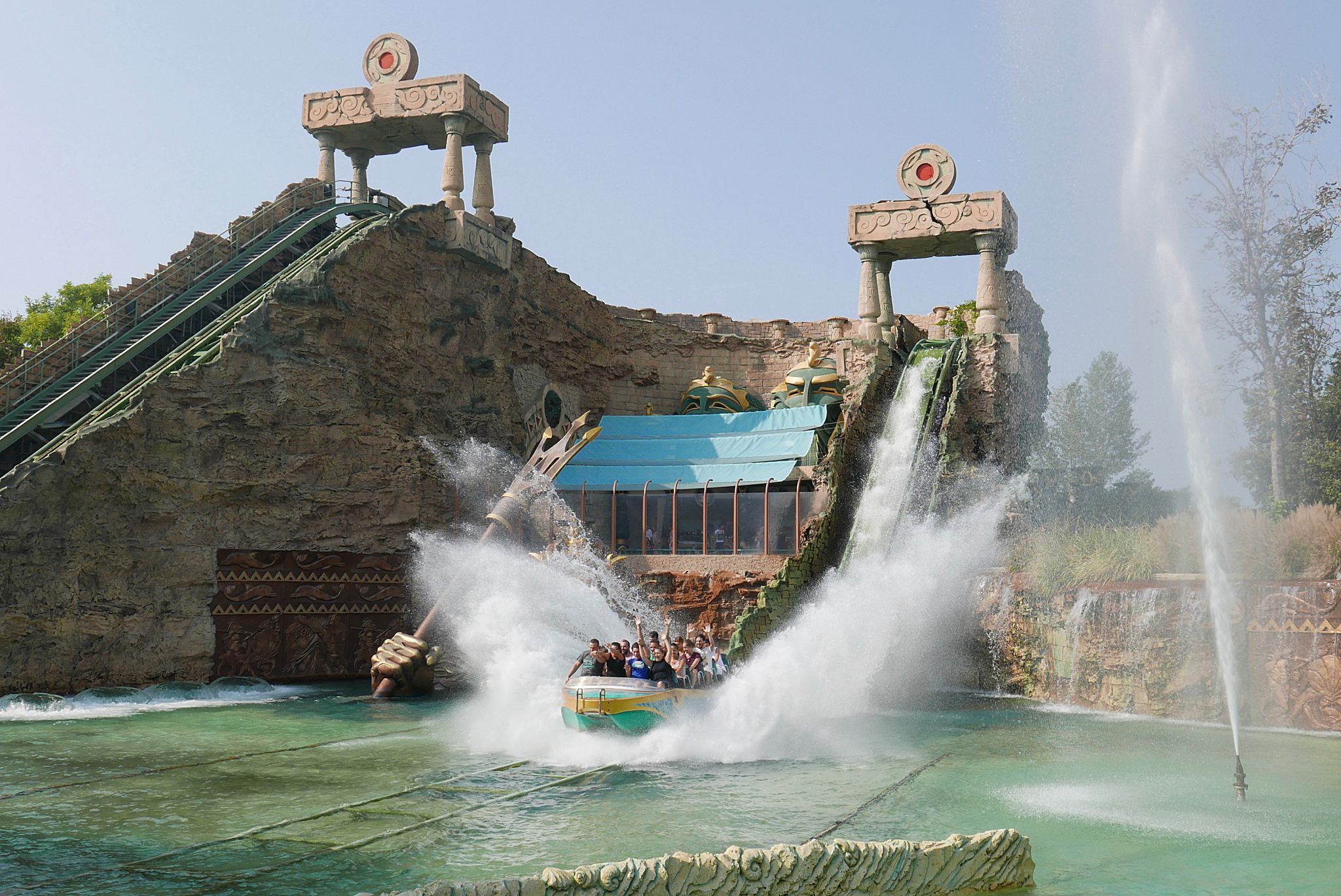
Fuga da Atlantide
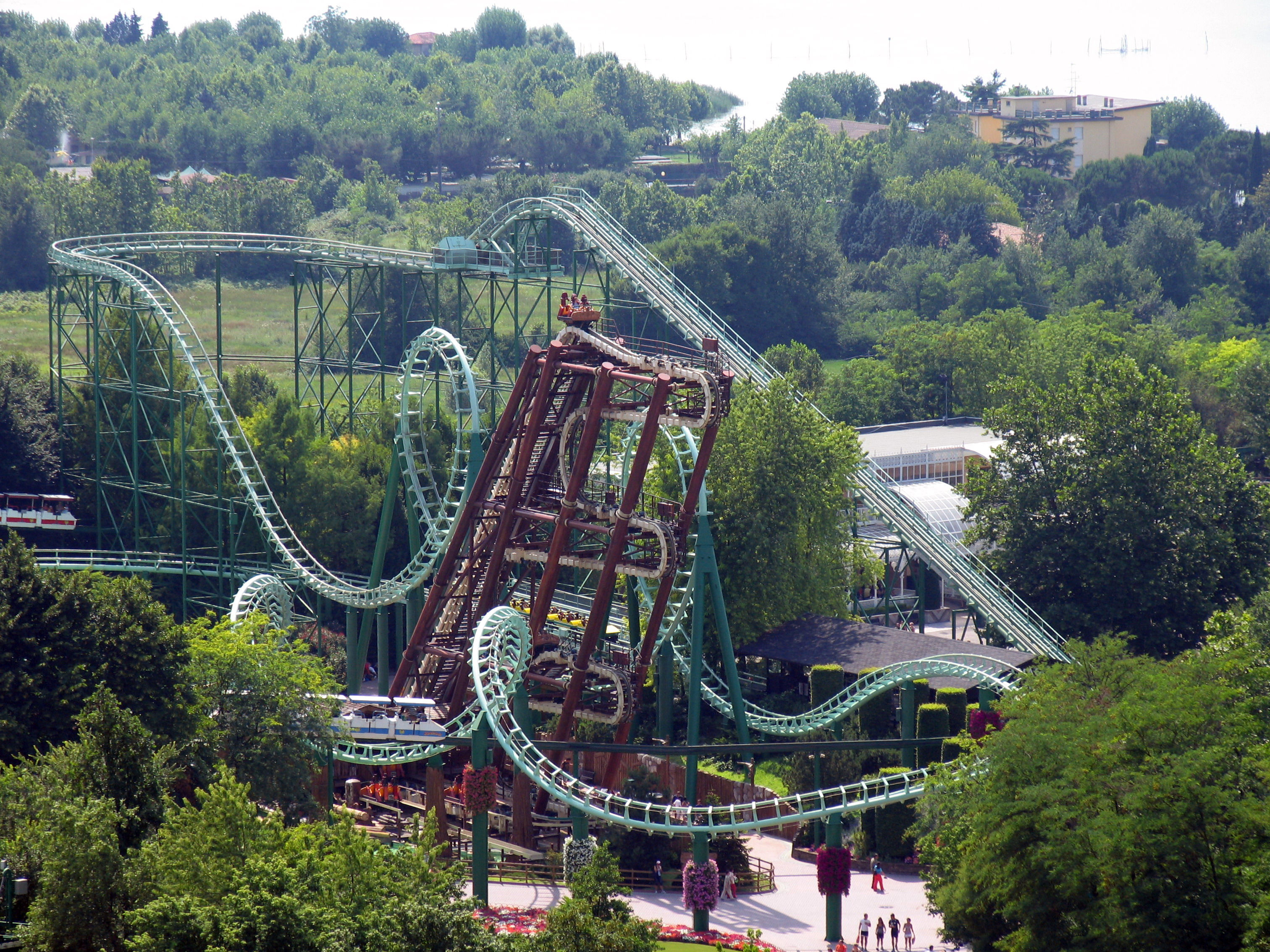
Sequoia Adventure
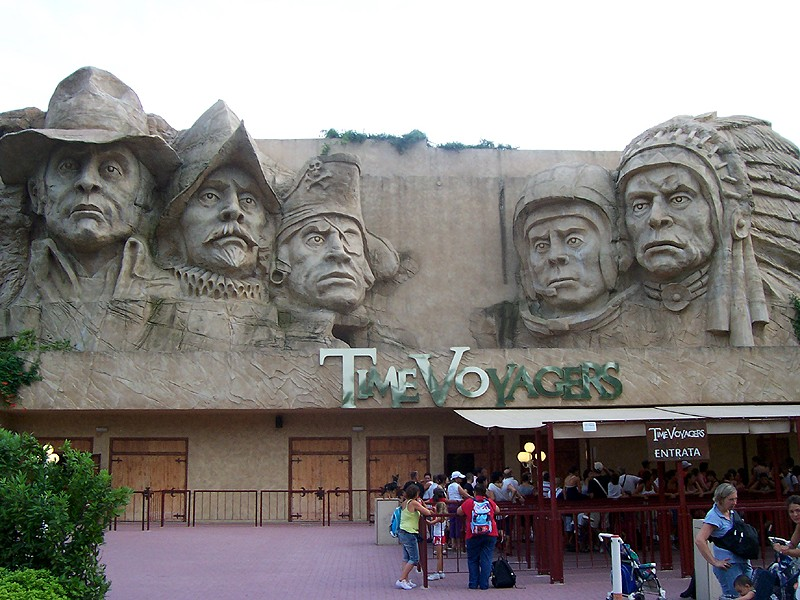
Time Voyagers
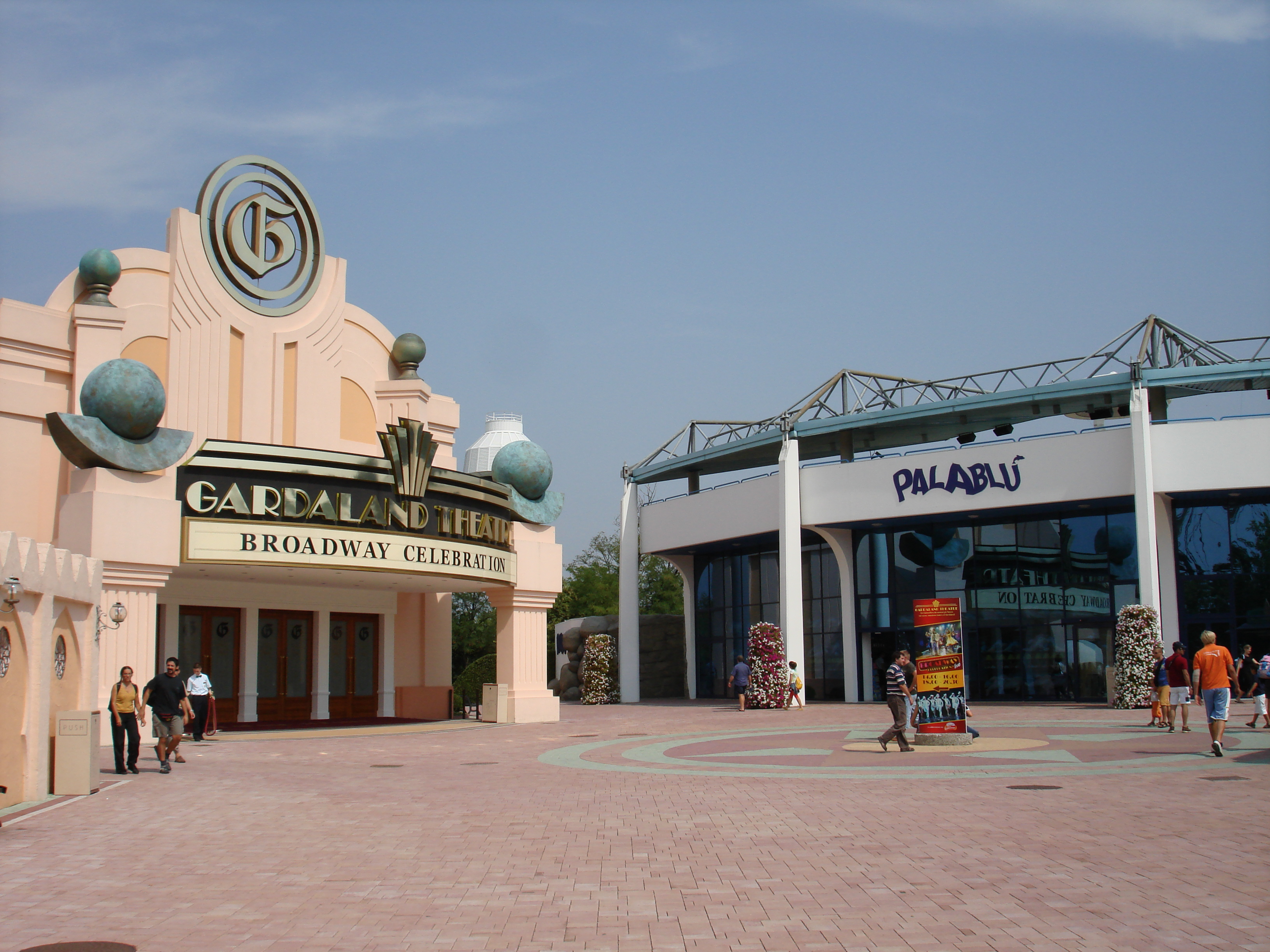
Gardaland Theatre und Palablù

### Die 2020er Jahre
Der Parkbetrieb zu Beginn der 2020er Jahre war durch die COVID-19-Pandemie in Italien stark eingeschränkt. Blieben 2020 alle Attraktionen in geschlossenen Räumen geschlossen und die Einlässe und Öffnungszeiten reduziert worden, konnten 2021 bereits alle Attraktionen wieder genutzt werden. Der Eintritt war allerdings ab August 2021 an einen gültigen „Green-Pass“ gebunden. 2021 wurde auch der „Legoland WaterPark Gardaland“ eingeweiht. Der Bau kostete 20 Millionen Euro und sollte ursprünglich bereits 2020 eröffnet werden, was aber die COVID-19-Pandemie verhinderte. 2022 begann die Parksaison wieder wie gewohnt im April. Als neues Fahrgeschäft wurde die Dark-Ride-Attraktion „Jumanji – The Adventure“ vorgestellt, ein Restyling der 2020 geschlossenen Attraktion „Ramses: il risveglio“. Im Jahr darauf das Thema Jumanji mit der Eröffnung des Labyrinth „Jumanji The Labyrinth“ wieder aufgenommen. Des Weiteren wurden 2023 neu die viel kritisierte „Nautilus Live Show“ im „Gardaland Theatre“ aufgeführt. 2024 wurde der Drop & Twist „Tower Wolf Legend“ anstelle der im Herbst 2023 abgebauten Bahn „Sequoia Magic Loop“ in Betrieb genommen.
Der Park besitzt mittlerweile über 32 Fahrgeschäfte und neun Shows auf ca. 33 Hektar. Auch wenn die Aufteilung in Themenbereiche schwerfällt, kann man das Gardaland zur Gattung der Themenparks zählen, da jede Attraktion für sich thematisiert ist. Hauptanziehungspunkte im Park sind neben den Achterbahnen die Wasserattraktionen und Themenfahrten.

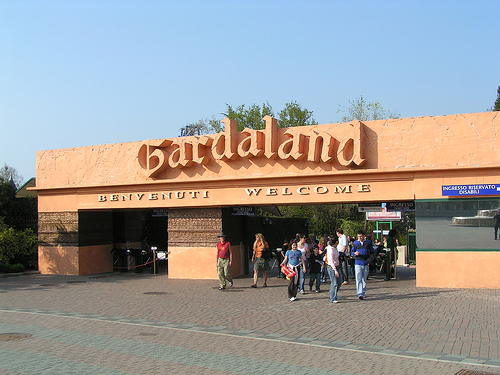
Eingang Freizeitpark
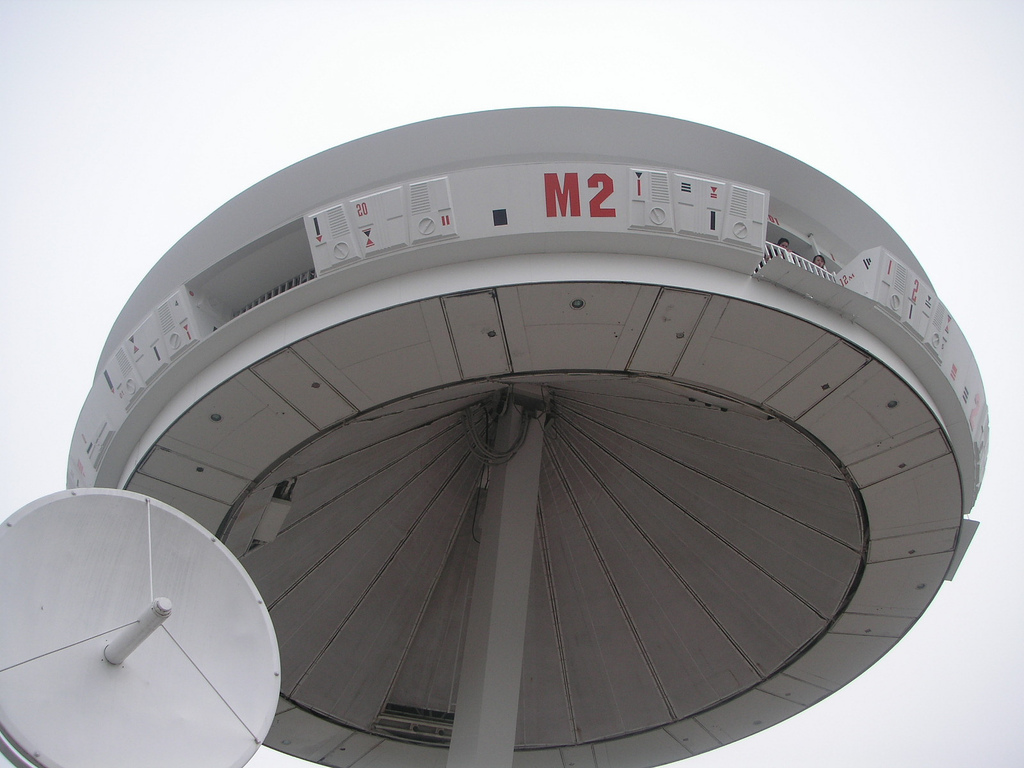
Aussichtsplattform Flying Island
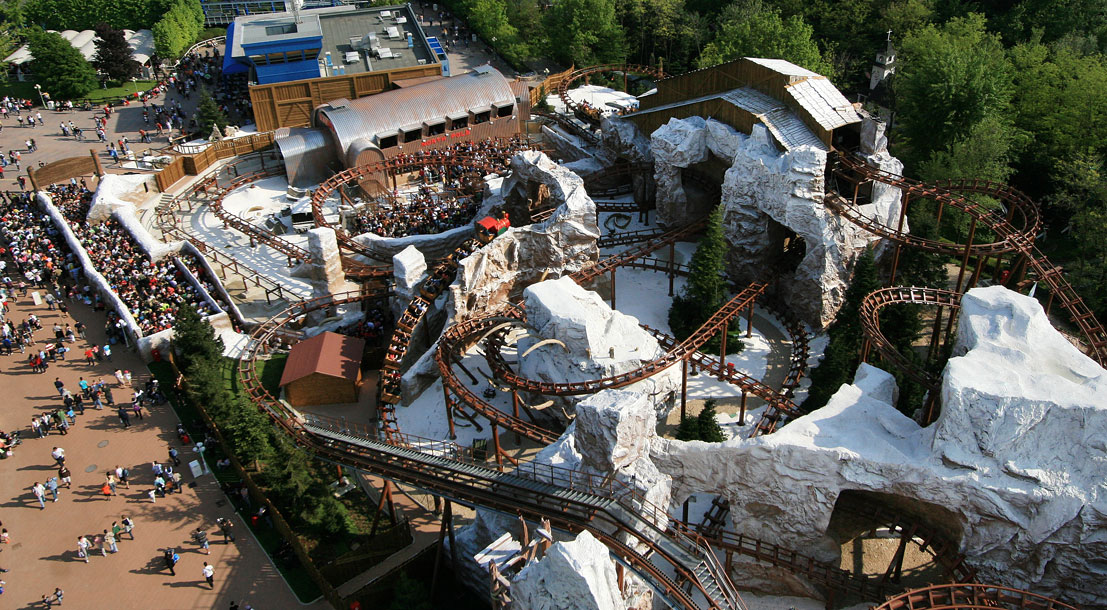
Minenachterbahn Mammut
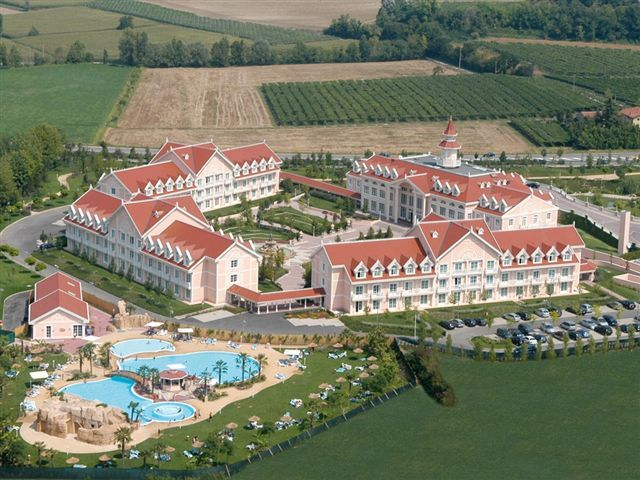
Gardaland Hotel

## Gardaland Park

### Themenbereiche
Der 1975 eröffnete Freizeitpark Gardaland ist in folgende Themenbereiche untergliedert, welche nur teilweise ausgeschildert sind. Im Parkplan untergliedert der Park seine Bereiche und Attraktionen nur in Fantasy, Adventure und Adrenaline. Es bestehen weiterhin Attraktionen, welche keinem Bereich zugeordnet werden können und eine eigene Thematisierung haben.
| Name                   | Bild | Informationen                                                                                 |
| ---------------------- | ---- | --------------------------------------------------------------------------------------------- |
| Fantasy Kingdom        |      | Fantasievoller Themenbereich mit einer Vielzahl von Fahrgeschäften für die ganze Familie      |
| Prezzemolo Land        |      | Mittelalterlicher Themenbereich mit verschiedenen Familienfahrgeschäften und einem Spielplatz |
| Rio Bravo              |      | Western-Themenbereich                                                                         |
| Animal Treasure Island |      | Piraten-Themenbereich mit Dunkelfahrt und Essensstationen                                     |
| Dragon Empire          |      | Ein an Drachen angelehnter Bereich mit einem Spinning Coaster und einem Rundfahrgeschäft      |
| Arabien                |      | Arabischer Themenbereich mit einer Vielzahl von Lebensmitteleinrichtungen                     |
| Peppa Pig Land         |      | Ein kleiner Peppa Pig Themenbereich mit kleinen Fahrgeschäften direkt am Haupteingang         |

### Attraktionen
Die Attraktionen sind unterteilt in Fantasy, Adventure und Adrenaline. Weiterhin bietet der Park mehrere Shows an.

#### Adrenaline
- Blue Tornado (Achterbahn, seit 1998)

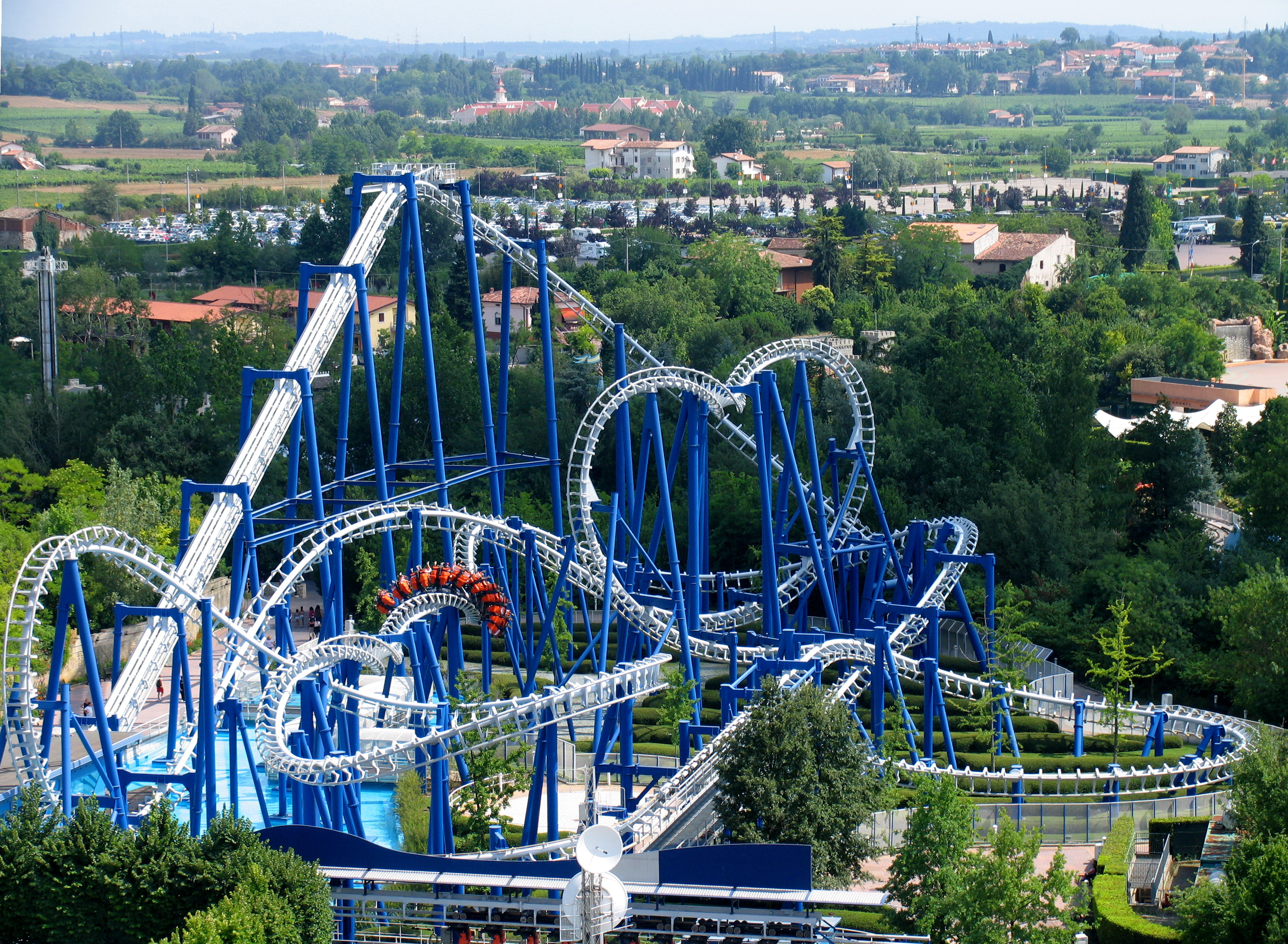
Die Achterbahn Blue Tornado

- Magic House (Mad House, seit 2002)
- Oblivion – The Black Hole (Achterbahn, seit 2015)
- Raptor (Achterbahn, seit 2011)
- Shaman (klassische und älteste Achterbahn des Parks, seit 1985)
- Space Vertigo (Freefalltower, seit 1998)
- Tower Wolf Legend (Drop & Twist, seit 2024)

#### Adventure

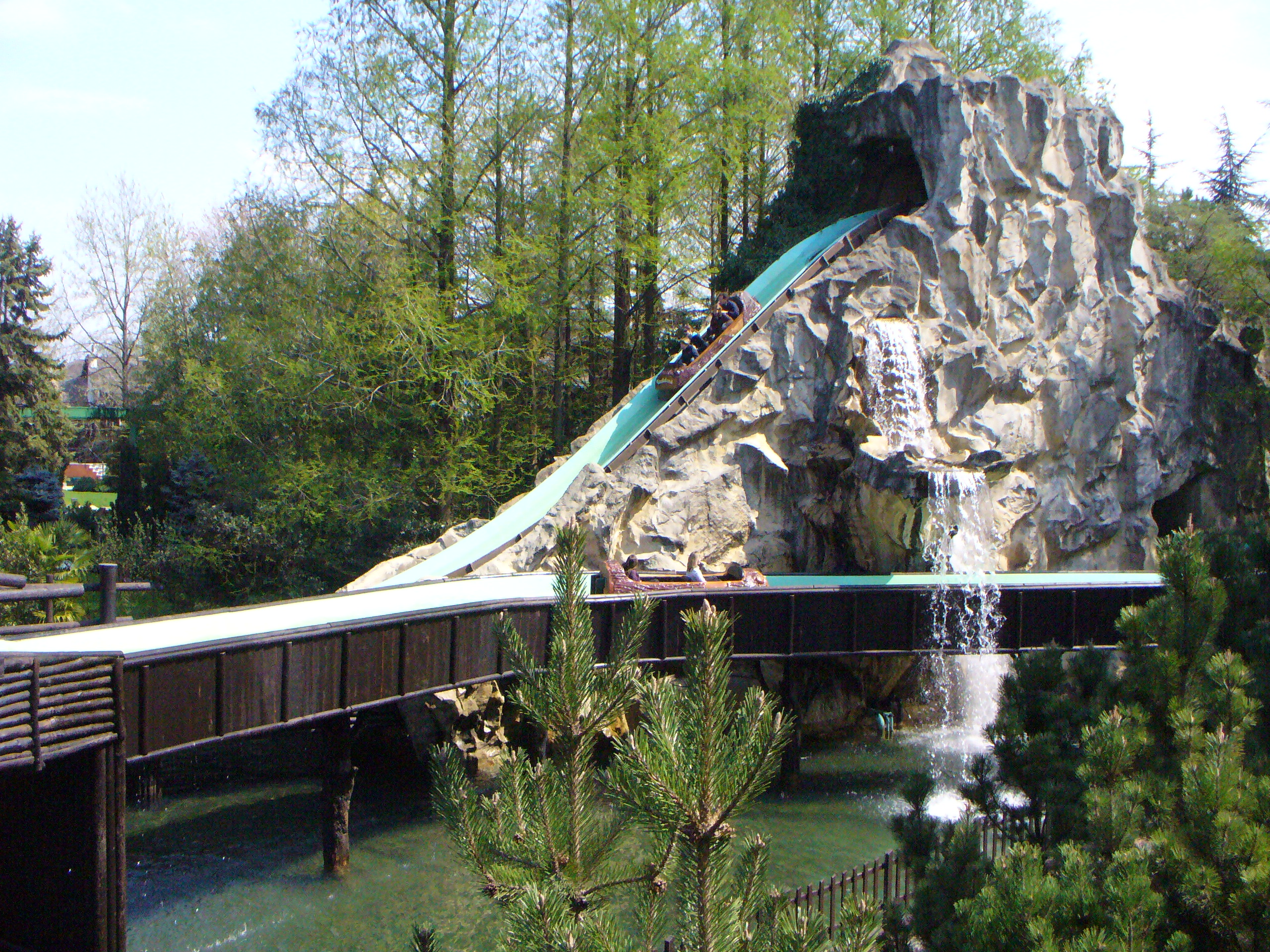
Wildwasserbahn Colorado Boat

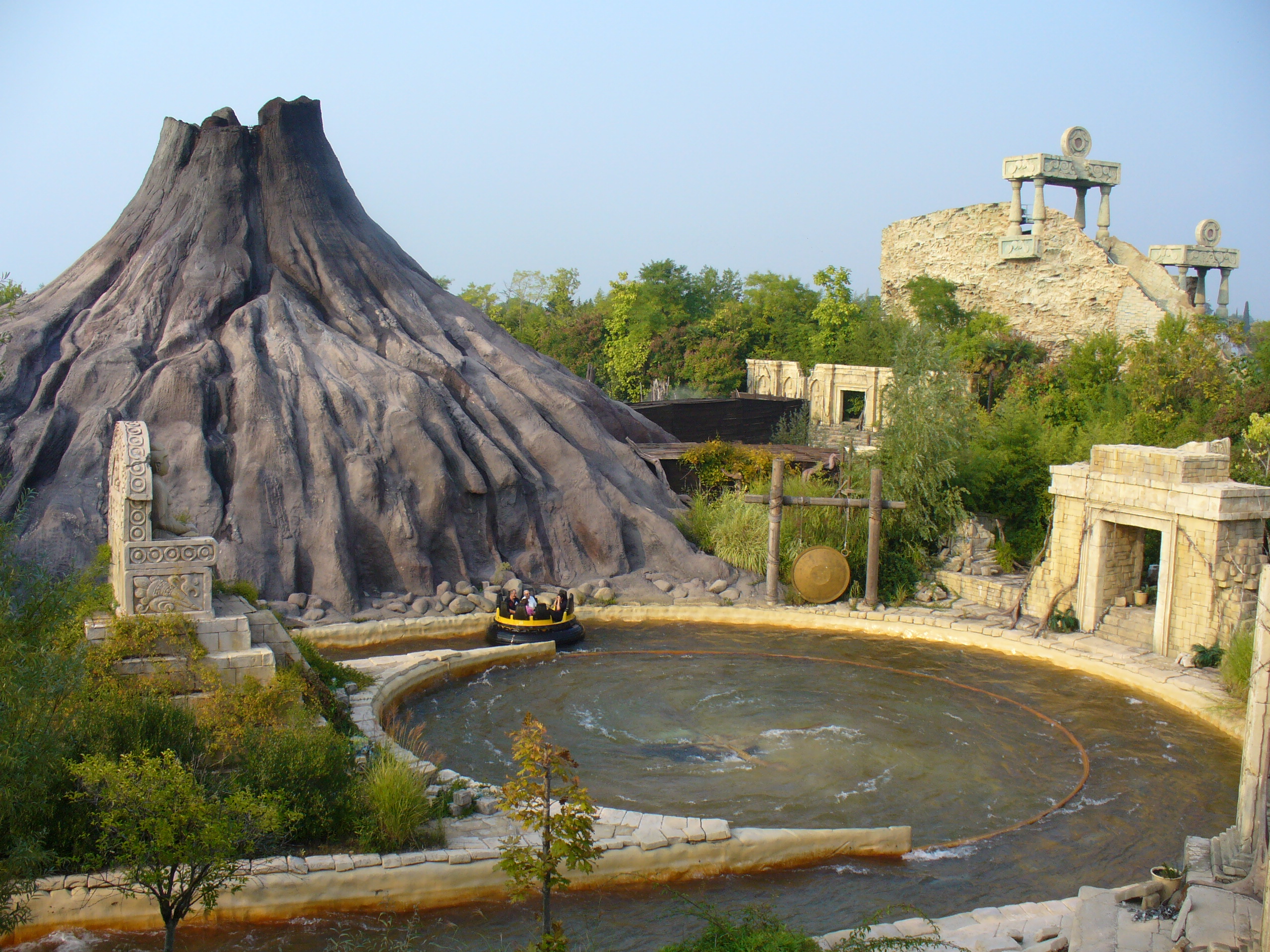
Jungle Rapids

- Colorado Boat (Wildwasserbahn im Baumstamm, seit 1985)
- Fuga da Atlantide (aufwendig gestaltete Wasserachterbahn, seit 2003)
- Animal Treasure Island | Hunt for Gold (Dark Ride mit Piratenthema im Boot, seit 1992. Im Jahr 2025 restauriert und neu thematisiert.)
- Jumanji – The Adventure (Dark Ride, zuvor „Ramses: il risveglio“ bzw. „Valle dei Rei“, seit 2023)
- Jungle Rapids (Rapid River, seit 1999)
- Dragon Rush (Achterbahn, seit 2016)
- Mammut (Minenachterbahn, seit 2008)
- Wonder Woman the 4D Experience (4D-Kino seit 2007, aktueller Film und Außengestaltung „Wonder Woman“)

#### Fantasy
Das Fantasyangebot richtet sich hauptsächlich an Familien mit (kleinen) Kindern.
- Ortobruco Tour (Familienachterbahn – auch für kleinere Kinder)
- Baby Canoe
- Baby Cavalli
- Baby Corsaro
- Baby Pilota
- Doremifarm (Spielplatz für (Klein)Kinder mit Fahrgeschäft vor landwirtschaftlichem Hintergrund)
- Flying Island (Aussichtsplattform)
- Funny Express (Bahn für (Klein)Kinder)
- Giostra Cavalli (klassisches Karussell)
- Mr Ping’s Noodle surprise (Kaffeetassen Karussell)
- Albero di Prezzemolo
- Monorotaia (Übersichtsfahrt im hinteren Teil des Parks)
- Peter Pan (Koggenfahrt-Karussell für Familien)
- Superbaby
- Transgardaland Express (Überblicksfahrt im vorderen Teil des Parks)
- Volaplano (Übersichtsfahrt im Kinderland)
- Prezzemolo Land (Kinderspielplatz)
- Prezzemolo Magic Village (Kinderspielplatz)
- Il Trenino di Nonno Pig
- La Mongolfiera di Peppa Pig
- L’Isola dei Pirati
- La Casa di Peppa Pig

#### Show
- Welcome to Gardaland (Täglich vor Öffnung des Parks auf dem Vorplatz – Nationalhymne Italiens und die Titelmelodie des Gardalandparks)
- 5 Elements (Zirkusdarbietung mit Gesang und Akrobatik)
- Gardaland on Broadway (Musicalshow im Gardaland Theatre)
- Diverse Kurzauftritte von Künstlern, Tänzern oder Artisten in den verschiedenen Themenbereichen (laufend wechselnd)

### Ehemalige Attraktionen
| Name                                             | Typ                              | Max. Höhe | Hersteller                                  | Eröffnung | Schließung | Verbleib bzw. spätere Nutzung                                          |
| ------------------------------------------------ | -------------------------------- | --------- | ------------------------------------------- | --------- | ---------- | ---------------------------------------------------------------------- |
| Mini Treno                                       | Ride                             |           | Dotto Trains                                | 1975      | 1980       | 1982–2006 Panoramic Tour                                               |
| Crazy House                                      | Horror House                     |           |                                             | 1979      | 1981       | 1982–1994 Castello del Conte Dracula                                   |
| Giostra Cavalli                                  | Karussell                        |           |                                             | 1975      | 1981       | Blumenbeet                                                             |
| Zyclone                                          | Achterbahn                       |           | Schwarzkopf Coaster                         | 1980      | 1984       | Blumenbeet                                                             |
| Circo                                            |                                  |           | teatro circense                             | 1975      | 1986       | Teatro Azzurro                                                         |
| Giostra baby                                     | Karussell                        |           |                                             | 1975      | 1988       | 1975–1981 Giostra cavalli                                              |
| Labirinto Giapponese                             | Labyrinth                        |           |                                             | 1975      | 1988       | Blumenbeet                                                             |
| Prezzemolo Tour                                  | Achterbahn                       |           | Montagna Russa                              | 1986      | 1989       | Heute steht dort Ortobruco Tour                                        |
| Calci                                            | Kettenkarussell (Wellenflug)     |           | Zierer                                      | 1989      | 1994       |                                                                        |
| Villaggio a fumetti                              | Ride                             |           |                                             | 1975      | 1989       | 1990–2000 Il Villaggio degli Elfi                                      |
| Cinema tridimensionale                           | 3D-Kino                          |           |                                             | 1988      | 1990       | Heute steht dort Ortobruco Tour                                        |
| Cinema 3D                                        | 3D-Kino                          |           |                                             |           | 1991       |                                                                        |
| Ruota Panoramica                                 | Riesenrad                        |           | Ruota panoramica                            | 1986      | 1992       | nach Unfall mit Verletzten abgebaut, ersetzt mit Top Spin              |
| Top Spin                                         | Top Spin                         |           | Huss Rides                                  | 1993      | 2014       | Heute ist hier das Drachen Empire                                      |
| Viaggio all'interno del Corpo umano              |                                  |           | FIONDA ltd                                  | 1988      | 1993       |                                                                        |
| Aster Line Saturno 7                             | Flugsimulator                    |           |                                             | 1978      | 1994       | 1995–2000 Space Lab                                                    |
| Calci                                            |                                  |           | Giostra calcinculo                          | 1989      | 1994       | 1998–2000 Baby Carousel                                                |
| Castello del Conte Dracula (Castello di Dracula) | Durchgangsthema                  |           | Walk through                                | 1982      | 1994       | 1995–2000 Castello di Mago Merlino                                     |
| Il corpo di Eva                                  | Durchgangsthema                  |           | Walk through                                | 1988      | 1994       |                                                                        |
| Ufo (UFOUFO)                                     | Karussell (Hully Gully)          |           | Mack (Ballerina da luna park)               | 1975      | 1992       | wurde 1993 durch Moonraker ersetzt                                     |
| Moonraker (Ufo)                                  | Karussell (Hully Gully Variante) |           | Mack (Ballerina da luna park)               | 1993      | 2000       | ersetzte Ufo (UFOUFO)                                                  |
| Padiglione Barbie                                |                                  |           | mostra                                      | 1994      | 1996       | 1996–2008 Arena Medievale                                              |
| Safari Africano                                  | Wasserbahn                       |           | Percorso acquatico su canoe Intamin         | 1975      | 1999       | 1999–2010 Tunga                                                        |
| Baby Carousel                                    | Karussell                        |           | Serie di mini attrazioni per i più piccoli  | 1998      | 2000       |                                                                        |
| Castello di Mago Merlino                         |                                  |           |                                             | 1995      | 2000       |                                                                        |
| Il Villaggio degli Elfi                          | (Oldtimer) Rundkurs              |           | Mack                                        | 1990      | 2000       | Heute steht dort Funny Express                                         |
| Moonraker                                        |                                  |           | Ballerina da luna park                      | 1993      | 2000       | Heute steht dort Toys Shop e Teatro delle Marionette (Fantasy Kingdom) |
| Space Lab                                        | Flugsimulator                    |           |                                             | 1995      | 2000       | Heute steht dort Fantasy Kingdom                                       |
| Cinema Dinamico                                  | 4D-Kino                          |           | Cinema                                      | 1990      | 2001       | The Spectacular 4D Adventure                                           |
| The Spectacular 4D Adventure                     | 4D-Kino                          |           | Cinema                                      | 2004      | 2016       | Heute steht dort T-REXtaurant                                          |
| Nuvola                                           | Rainbow                          | 26,5 m    | Huss                                        | 1988      | 2001       | Blumenbeet                                                             |
| Prezzemolo Baby Fun                              |                                  |           | "Serie di mini attrazioni per i più piccoli | 2000      | 2002       | 2002–2006 Games Area                                                   |
| L'isola dei dinosauri                            | 3D-Kino                          |           | Cinema 3D                                   | 2001      | 2003       | Heute steht dort The Spectacular 4D Adventure                          |
| Teatro Azzurro                                   |                                  |           | Teatro sotto tensostruttura                 | 1987      | 2004       | Heute ist dort Gardaland Theatre                                       |
| Games Area                                       |                                  |           | Giochi da luna park                         | 2002      | 2006       | Heute ist dort Mammut                                                  |
| Teatro del Dragone                               |                                  |           | Teatro sotto tensostruttura                 | 2005      | 2006       |                                                                        |
| Panoramic Tour                                   | Panoramaseilbahn                 |           | Cestovia monofune Graffer                   | 1982      | 2006       | Inferis: il labirinto del terrore                                      |
| Arena Medievale                                  |                                  |           | Arena Medievale                             | 1996      | 2008       | Heute ist dort Prezzemolo Magic Village                                |
| Canyons                                          |                                  |           | Pinfari                                     | 1975      | 2008       | Heute ist dort Canyon Creek                                            |
| La Valle dei Re                                  | Dark Ride                        |           | Dark ride Intamin                           | 1987      | 2008       | Seit 2009 Ramses: Il Risveglio                                         |
| Time Voyagers                                    | 4D-Kino                          |           |                                             | 2007      | 2009       | Ice Age 4-D                                                            |
| Ice Age 4D                                       | 4D-Kino                          |           |                                             | 2010      | 2017       | Heute: San Andreas 4-D Experience                                      |
| Convention Center                                |                                  |           | Tensostruttura                              | 1995      | 2009       | Inferis: il labirinto del terrore                                      |
| Safari Africano                                  | Wasserbahn                       |           | Intamin                                     | 1975      | 1998       | 1975–1998 Neugestaltung als Tunga                                      |
| Tunga                                            | Wasserbahn                       |           | Intamin                                     | 1999      | 2010       | Heute ist dort Raptor                                                  |
| Games Area de Mexico                             |                                  |           |                                             | 2007      | 2011       | Heute ist dort Prezzemolo's Labyrinth                                  |
| Ikarus                                           | Condor                           | 34 m      | Huss                                        | 1989      | 2011       | Seit 2012 im italienischen Freizeitpark Miragica                       |
| Inferis: il labirinto del terrore                | Zelt                             |           |                                             | 2010      | 2011       | Heute Anstehbereich für Oblivion The Black Hole                        |

#### Ehemalige Shows
| Name            | Typ  | Eröffnet | Eingestellt | Anmerkung |
| --------------- | ---- | -------- | ----------- | --------- |
| Veliero Corsari | Show | 1993     | 2000        |           |
| Souk Show       | Show | 1989     | 2001        |           |
| Papageienshow   | Show | 1975     | 2011        |           |

### Achterbahnen
| Name                      | Typ                                              | Hersteller           | Eröffnungsjahr   | Bemerkungen | Weblinks |
| ------------------------- | ------------------------------------------------ | -------------------- | ---------------- | --- | -------- |
| Blue Tornado              | Inverted Coaster                                 | Vekoma               | 1998             | Dieses SLC-Modell unterscheidet sich von den meisten anderen Anlagen durch eine zusätzliche Helix am Ende der Fahrt. |          |
| Dragon Rush               | Familienachterbahn, Wilde Maus, Spinning Coaster | Fabbri               | 2016             | Fuhr bis 2024 unter dem Namen Kung Fu Panda Master.                                                                  |          |
| Mammut                    | Minenachterbahn                                  | Vekoma               | 2008             | |          |
| Oblivion – The Black Hole | Dive Coaster, Floorless Coaster                  | Bolliger & Mabillard | 2015             | Ist zurzeit (Stand Februar 2024) der einzige Dive Coaster in Italien.                                                |          |
| Ortobruco Tour            | Familienachterbahn                               | Pinfari              | 1990 oder früher | |          |
| Raptor                    | Wing Coaster                                     | Bolliger & Mabillard | 2011             | Ist zurzeit (Stand Februar 2024) der einzige Wing Coaster in Italien.                                                |          |
| Shaman                    | Stahlachterbahn mit Inversionen                  | Vekoma               | 1985             | Fuhr bis 2016 unter dem Namen Magic Mountain.                                                                        |          |

#### Ehemalige Achterbahnen
| Name               | Typ                                 | Hersteller                | Eröffnungsjahr | Schließungsjahr | Bemerkungen | Weblinks |
| ------------------ | ----------------------------------- | ------------------------- | -------------- | --------------- | --- | -------- |
| Prezzemolo Tour    | Powered Coaster, Familienachterbahn | Zamperla                  | 1986           | 1989            | |          |
| Sequoia Magic Loop | Stahlachterbahn mit Inversionen     | S&S – Sansei Technologies | 2005           | 2021            | Fuhr bis 2018 unter dem Namen Sequoia Adventure. Sie war eine von nur drei Auslieferungen vom Modell Screaming Squirrel des Herstellers. |          |
| Zyklon             | Stahlachterbahn ohne Inversionen    | Schwarzkopf GmbH          | 1982           | 1991            | Ursprünglich ab 1974 unter dem deutschen Schausteller Walter Hartmann auf Volksfesten betrieben, bevor die Bahn ins Gardaland kam.       |          |

### Maskottchen
Wie viele Freizeitparks hat auch das Gardaland ein Maskottchen.
Zu diesem Zweck wurde der Drache Prezzemolo (dt. Petersilie) kreiert. Neben diesem gibt es weiterhin noch Prinzessin Aurora (die Tochter von König Astor), den Panda Bambù, den Vogel Pagüi, die Fledermaus Mously und Tiger Ti-Gey. Prezzemolo hat eine eigene Trickfilmserie, die in ganz Italien bekannt ist.

## Legoland Water Park Gardaland

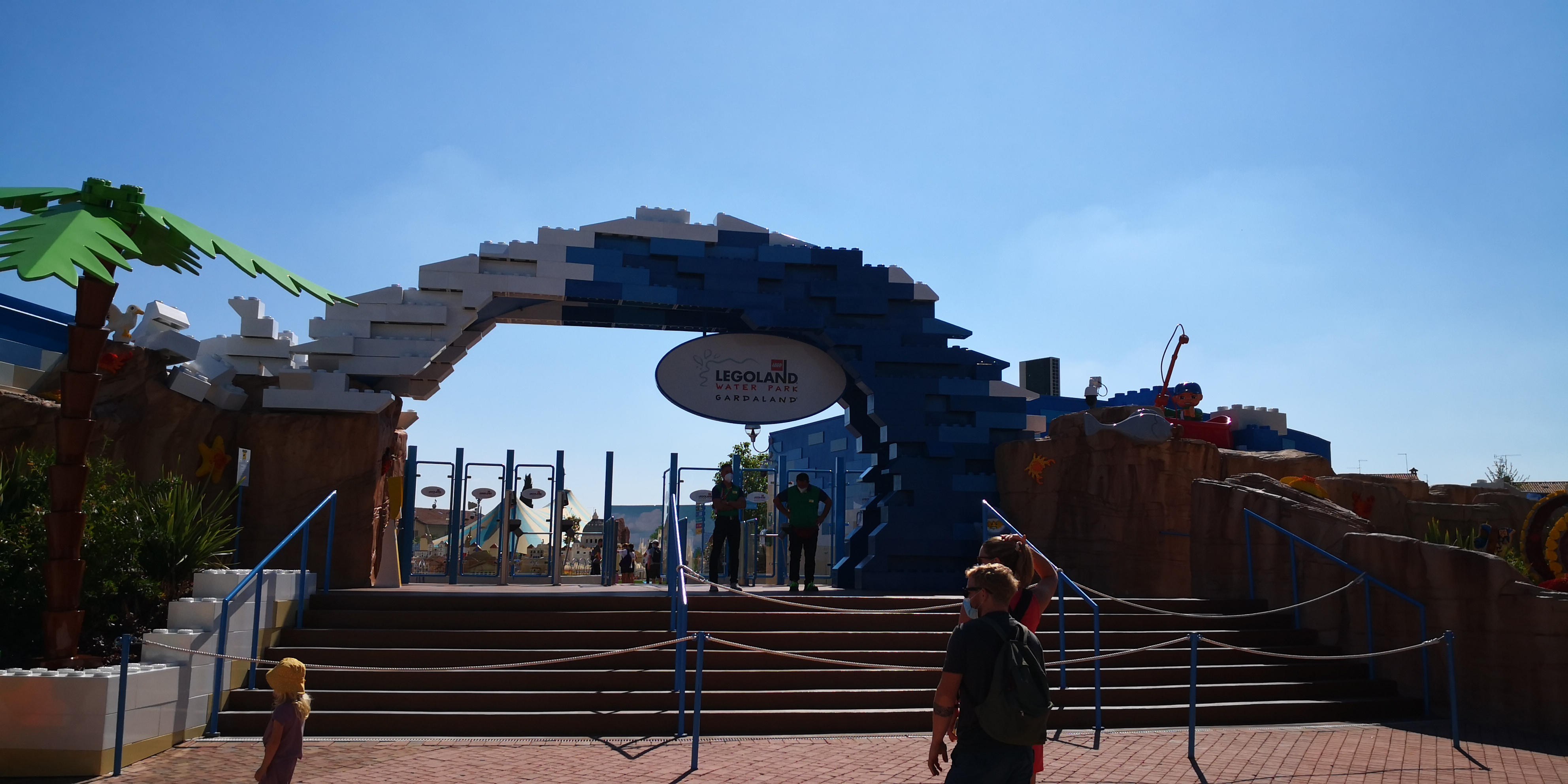
Eingangsbereich zum Legoland Water Park

Der Legoland Water Park Gardaland ist der erste voll thematisierte Lego-Wasserpark in Europa und der fünfte weltweit. Der Park wurde später als geplant im Jahr 2021 eröffnet. Zunächst war die Öffnung im Juni 2020 geplant, musste aber aufgrund der Covid-19-Pandemie verschoben werden. Um den Park zu betreten benötigen die Gäste zusätzlich ein Tagesticket vom Gardaland Freizeitpark. Der Park ist direkt an das Gardaland angeschlossen.
Der Wasserpark bietet mehrere interaktive Wasserspiele, Wasserrutschen sowie ein eigenes Miniland mit 240 Modellen aus 4,9 Millionen Lego-Steinen. Das Miniland ist ein typischer Themenbereich für einen Legoland-Freizeitpark. Hier wurde erstmals ein Miniland in einem Wasserpark umgesetzt.
Das Eingangsportal des Parks wurde aus 400 riesigen Lego-Steinen erbaut, ist 13 Meter breit und 6,5 Meter hoch und stellt eine große Welle dar.

## Gardaland Sea Life Aquarium

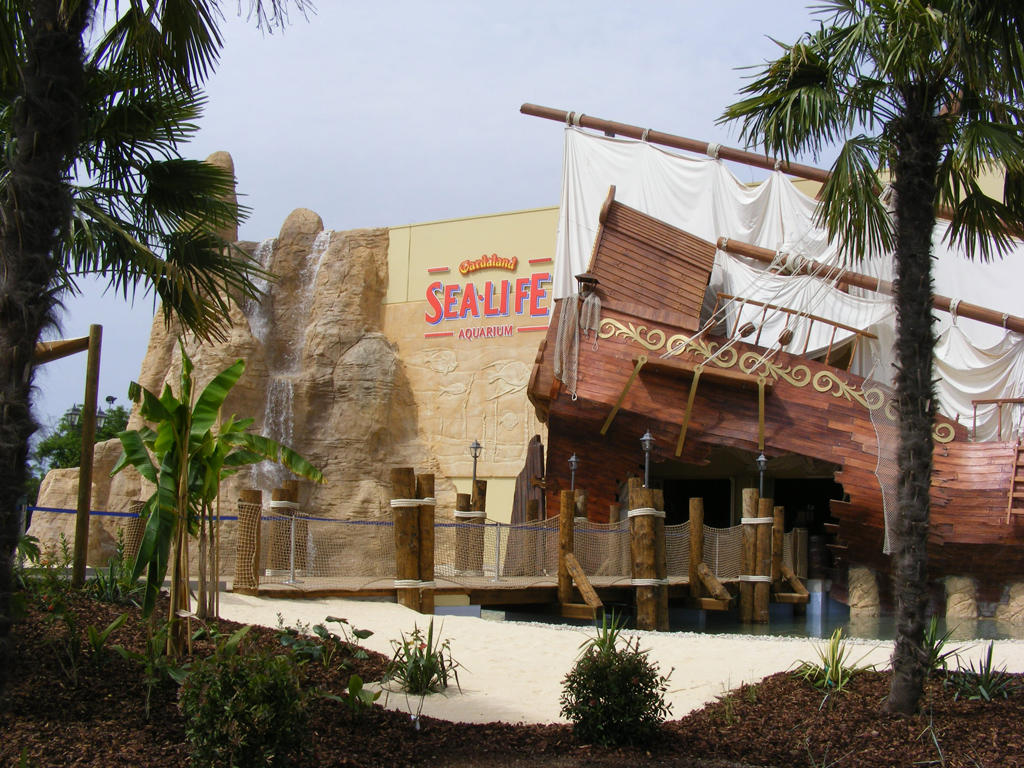
Sea Life Aquarium

Das Gardaland Sea Life Aquarium ist das erste in Italien erbaute Sea Life Centre und das 28. weltweit. Es wurde am 1. Juni 2008 eröffnet und befindet sich in unmittelbarer Nähe zum Gardaland Park. Die Baukosten betrugen 15 Millionen Euro und der Komplex umfasst eine Fläche von 19.000 m². Das zweistöckige Aquarium befindet sich mit Ausnahme des Seelöwenbeckens fast vollständig im Inneren und besteht aus 37 Becken.

## Gardaland Hotel Resort
Im Gardaland Hotel Resort befinden sich folgende Hotels:
- Gardaland Hotel, eröffnet 2004 mit 247 Betten
- Gardaland Adventure Hotel, eröffnet 2016 mit 100 Betten
- Gardaland Magic Hotel, eröffnet 2019 mit über 100 Betten[26]

## Besucherzahlen
Quellen
1995–2005: Clavé, Salvador Anton: The global Theme Park Industry. 2007, S. 65
2006–2013: Global Attractions Attendance Reports 2006–2013 (2006 (Memento vom 22. April 2007 im Internet Archive) (PDF),
2007 (Memento vom 27. März 2014 im Internet Archive) (PDF),
2008 (Memento vom 11. Juli 2009 im Internet Archive) (PDF),
2009 (Memento vom 17. September 2010 im Internet Archive) (PDF),
2010 (Memento vom 19. Juli 2011 im Internet Archive) (PDF),
2011 (Memento vom 5. November 2012 im Internet Archive) (PDF),
2012 (Memento vom 2. Oktober 2013 im Internet Archive) (PDF),
2013 (Memento vom 6. Juni 2014 im Internet Archive) (PDF))

## Unfälle
Seit der Eröffnung 1975 kam es in Gardaland zu mehreren zum Teil auch tödlichen Unfällen, deren Ursachen unterschiedlichster Art waren. Im Juni 1985 starb ein fünfzehnjähriger Junge mit Behinderung bei einer Fahrt auf dem Kettenkarussell. Er wurde aus dem Sitz herausgeschleudert, nachdem sich die Sicherung gelöst hatte. Eine unbekannt gebliebene Person hatte ihn zuvor in den Sitz gesetzt.
Am 4. Juli 1992 lösten sich vier Kabinen des bis zu 20 m hohen Riesenrades und stürzten aus einer Höhe von etwa 2 m auf den Boden. 27 Personen wurden verletzt und mussten in den Krankenhäusern in Peschiera del Garda und Verona behandelt werden. Die Bolzen des Riesenradarmes an dem die vier Kabinen befestigt waren, hatten sich aus unbekannten Gründen gelöst. Das 1986 in Betrieb genommene Riesenrad wurde nach dem Unfall nicht mehr in Betrieb genommen und abgebaut.
Am 3. September 1999 starb ein 16-Jähriger unmittelbar nach der Fahrt auf der Achterbahn „Blue Tornado“ an Herzversagen. Er war trotz Warnhinweisen für Herzkranke in die Achterbahn gestiegen.
Am 29. Juli 2008 kam es zu einem tödlichen Arbeitsunfall, als ein Bediensteter der auf dem Parkgelände installierten Hochbahn überrollt wurde. Der Achtzehnjährige wollte laut den Ermittlungen Unrat im Bereich einer Haltestelle von den Gleisen entfernen, bemerkte aber den herannahenden Zug nicht. Trotz des tödlichen Unfalls lehnte die Parkdirektion eine vorzeitige Schließung des Parks ab. 2011 wurde der damalige Geschäftsführer des Parkes von jeglicher Schuld freigesprochen. Die Staatsanwaltschaft Verona hatte vier Jahre Freiheitsentzug gefordert. Zurückgewiesen wurden auch die Schadensersatzansprüche der Familie des Verunglückten.
Ende Dezember 2016 wurde eine Sechsjährige aus dem Kinderfahrgeschäft „Kaffeetassen“ herausgeschleudert und am Kopf verletzt. Sie musste in der Intensivstation im Krankenhaus in Verona behandelt werden. Die Ermittler konnten keine Unregelmäßigkeiten erkennen, alle Sicherheitsvorkehrungen waren eingehalten worden.
Bei der Saisoneröffnung im April 2017 musste eine vierköpfige Familie aus 30 m Höhe über Notleitern von der Screaming-Squirrel-Achterbahn „Sequoia Adventure“ geborgen werden. Die heikle Rettungsaktion war nötig geworden, nachdem die Bahn wegen eines plötzlichen Stromausfalls stehen blieb und nicht mehr angefahren werden konnte. 2019 kam es zu einem ähnlichen Zwischenfall auf der gleichen Achterbahn. Die Bahn hatte bereits nach ihrer Einweihung 2015 wegen technischer Probleme längere Zeit stillgestanden. Auch auf den Achterbahnen „Oblivion – The Black Hole“, „Raptor“ und „Shaman“ kam es in der Vergangenheit zu plötzlichen unerwarteten Fahrtunterbrechungen, bei denen allerdings keine Personen verletzt wurden.
Im Juni 2019 wurde die Betreibergesellschaft zur Zahlung von Schmerzensgeld in Höhe von über 40.000 Euro verurteilt, nachdem zwei Familien nach einem technischen Defekt an der Wasserachterbahn  „Fuga da Atlantide“ ein Schleudertrauma erlitten hatten.

## Kritik
Der Freizeitpark Gardaland geriet mehrmals wegen seiner Politik gegenüber Besuchern mit Beeinträchtigungen in die Kritik. So wurde Besuchern mit Down-Syndrom der Zutritt zu vielen Fahrgeschäften aus Sicherheitsgründen verweigert. Verschiedene Vereine und Verbände kritisierten die Haltung des Parks als diskriminierend. Die vom Park auferlegten Einschränkungen gegenüber Besuchern mit Down-Syndrom waren 2010 auch Bestandteil einer parlamentarischen Anfrage.
Ähnliche diskriminierende Vorwürfe wurden von verschiedener Seite auch in Bezug auf Besucher mit Bein- oder Armamputationen geäußert. Nachdem Behindertenverbände mit Klagen drohten, sah sich die Betreibergesellschaft gezwungen ihre Vorgaben zu überarbeiten. 2018 wurde in einem ersten Schritt ein Dokument unterzeichnet mit dem der Zugangsbeschränkungen von Besuchern mit Down-Syndrom überarbeitet und erleichtert werden sollten. In ähnlicher Richtung wurden auch Einschränkungen von Besuchern mit Sehbehinderung abgebaut.
Im Januar 2013 kündigte die Parkleitung die Schließung des Delphinariums an. Vorausgegangen waren heftige Debatten mit Tierschutzverbänden über eine artgerechte Haltung der Tiere. Nachdem zwischen 1999 und 2000 vier Tiere verendeten, nahm die Staatsanwaltschaft Verona die Ermittlungen auf. Die wissenschaftliche Kommission der zuständigen staatlichen Forstpolizeibehörde kam 2001 zu dem Schluss, dass das Delphinarium des Parks nicht die Voraussetzungen für den Erwerb weiterer Tiere erfülle. Nach den Ermittlungen der Staatsanwaltschaft wurden die Delphine unter nicht artgerechten Bedingungen gehalten. Zudem wurde vorgehalten, dass die Tiere ununterbrochen zu Vorführungen gezwungen, wurden, auch wenn sie krank oder verletzt waren. In einem Fall musste ein später verendetes Männchen trotz Erblindung aufgrund einer monatelangen Augeninfektion auftreten. In einem anderen Fall war es ein am Rückgrat verletztes Weibchen, das vier Tage später an den Folgen verstarb. Vor Prozessbeginn einigte man sich 2001 auf eine Abgeltung, so dass die Anklage fallen gelassen wurde. Bereits 1997 als der Delphinarium-Neubau Palablue eröffnet wurde, hatte ein die Tiere betreuender Tierarzt auf Missstände hingewiesen. In einem Interview warf ein ehemaliger Trainer der Tiere der Parkverwaltung vor, den Tieren keine Ruhetage gewährt zu haben, weil man die Kosten für das neue Delphinarium wieder einspielen musste.